# Austrofilius mediterraneanus
Austrofilius mediterraneanus är en kräftdjursart som beskrevs av Castello 2002. Austrofilius mediterraneanus ingår i släktet Austrofilius och familjen Janiridae. Inga underarter finns listade i Catalogue of Life.